# Adriano de Sousa Lopes
Adriano de Sousa Lopes (Vidigal, Leiria, 13 de fevereiro de 1879 — Lisboa, 21 de abril de 1944) foi um gravador e pintor modernista português.

## Biografia

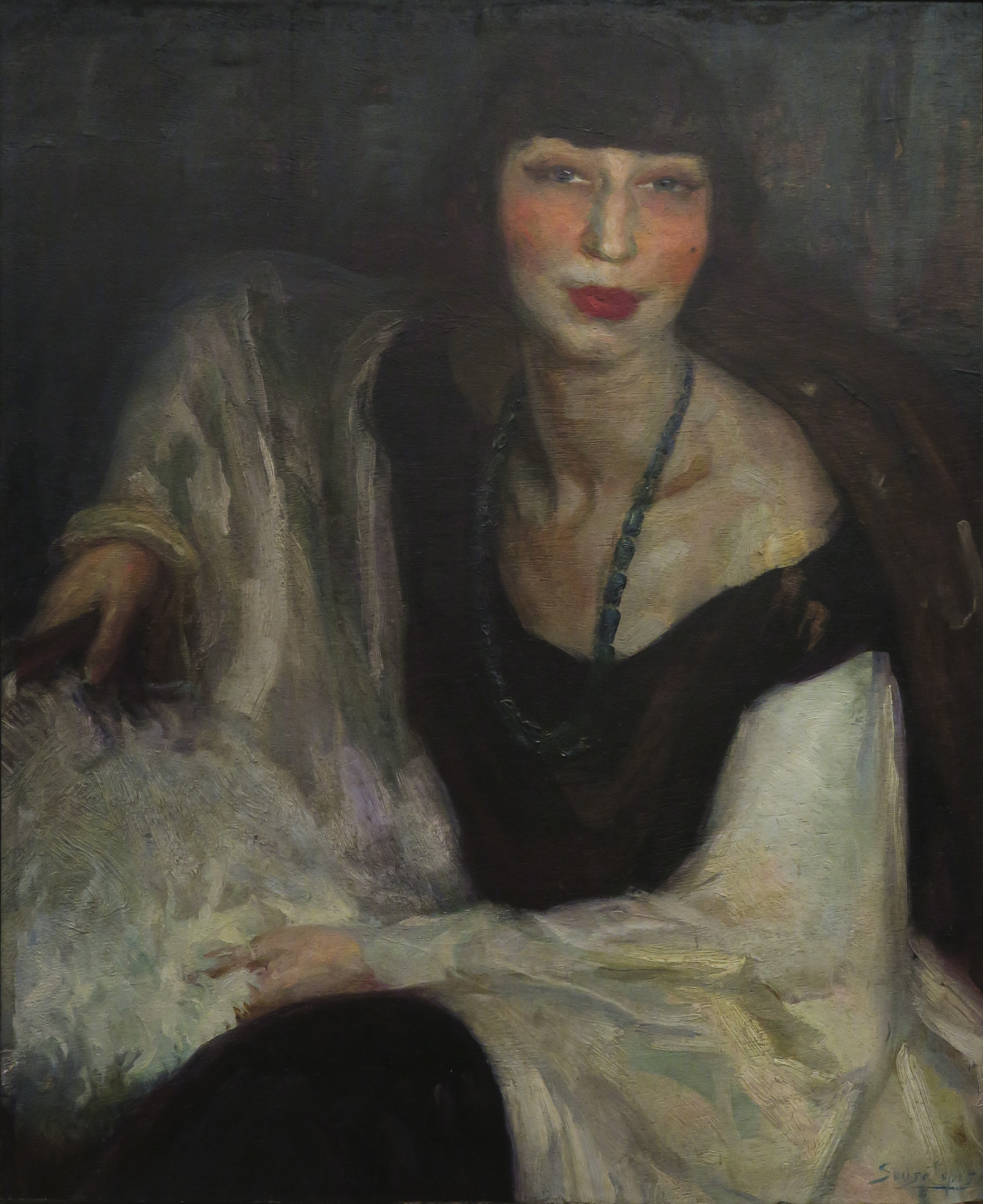
Retrato de Madame Sousa Lopes, 1927 óleo sobre madeira, 76 x 63 cm

Nasce no lugar de Vidigal, freguesia de Pouzos, concelho de Leiria. Em 1898 inscreve-se na Academia de Belas Artes, onde será aluno de Veloso Salgado (pintura) e Luciano Freire (desenho). Parte para Paris em 1903 como pensionista do Legado Valmor na especialidade de Pintura de história; frequenta a École Nationale des Beaux-Arts e, depois, a Academia Julian. É aluno de Fernand Cormon. Expõe em diversas edições do Salon d’Automne (1904, 1905, 1906, 1908, 1909, 1912). Faz uma viagem a Itália em 1907, regressando de novo a Paris.
Em 1917 realiza uma primeira exposição individual, na SNBA, Lisboa. Nesse mesmo ano parte para a Frente na Primeira Guerra Mundial como oficial artista, realizando uma série de trabalhos em que regista a ação do Corpo Expedicionário Português. Em 1918 instala-se perto de Versailles e faz esboços preparatórios de composições sobre a Grande Guerra. A 31 de julho de 1919, foi agraciado com o grau de Cavaleiro da Ordem Militar de Sant'Iago da Espada. Em 1923 expõe em Paris. Até 1927 viaja pela Europa e pelo Norte de África, passando temporadas em França e em Portugal; nesse ano expõe de novo na SNBA, Lisboa e assume a direção do Museu Nacional de Arte Contemporânea, Lisboa (segundo M. Margarida Matias no texto incluído no catálogo da exposição na FCG, 1980, Sousa Lopes ocupou «de facto» o cargo de diretor em 1927; na biografia incluída no final dessa publicação é indicado 1929 como o ano em que tomou posse do lugar). Ao longo da década de 1930 recebe diversas encomendas oficiais, nomeadamente para o Museu Militar de Lisboa e para o Salão Nobre da Assembleia Nacional, projeto que ficará interrompido pela sua morte.
Em 1978, a Câmara Municipal de Lisboa homenageou o pintor dando o seu nome a uma rua próxima da Avenida Álvaro Pais, em Lisboa.

## Obra

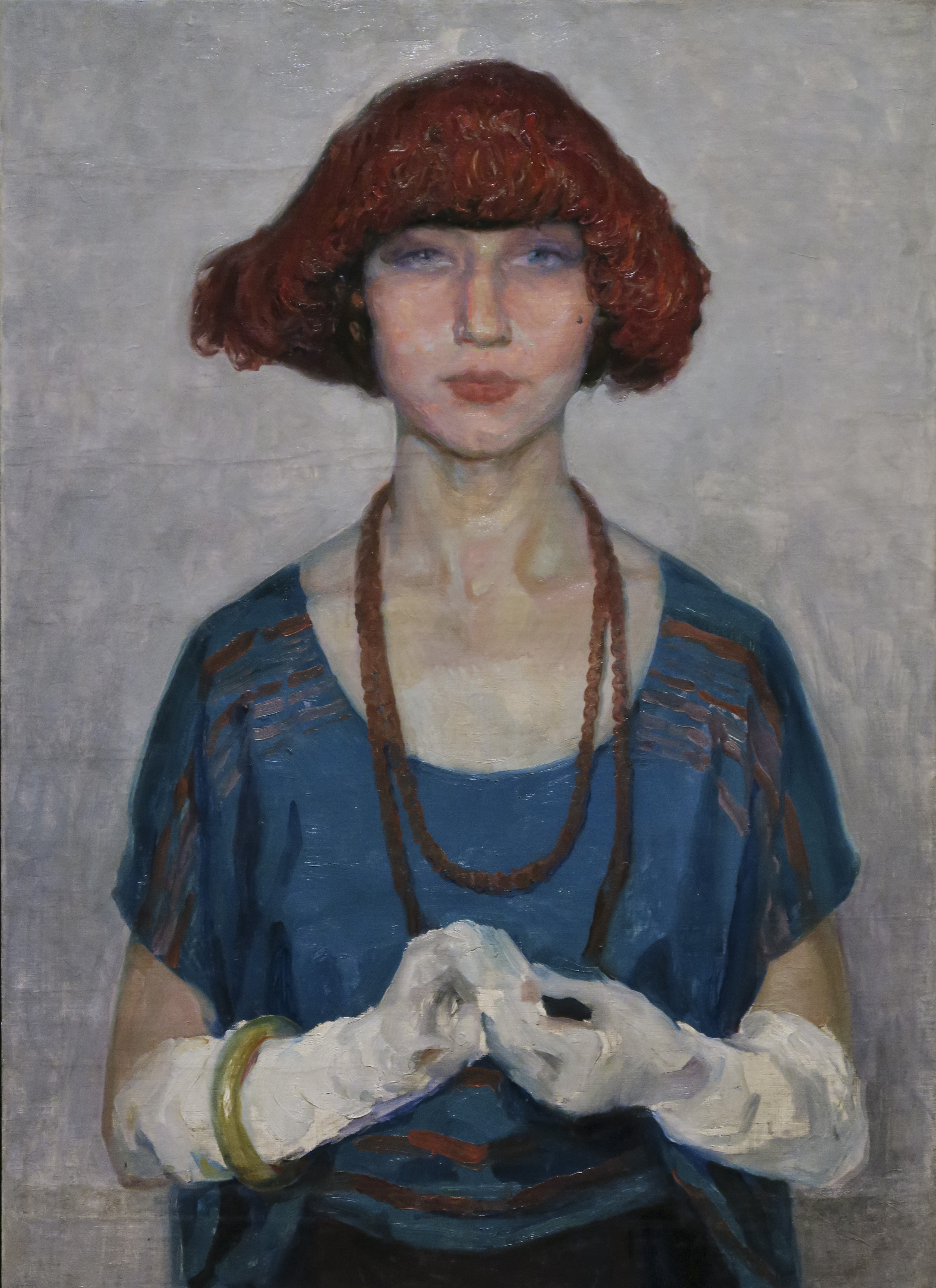
A Blusa Azul, c. 1920, óleo sobre tela. MNAC.

Pintor formalmente algo eclético, oscilou entre as aproximações ao impressionismo e formas de representação mais académicas. Percorreu uma grande diversidade de temas, dos retratos, paisagens e naturezas mortas a episódios da história.
A sua obra inicial do período parisiense revela uma "admiração empenhada pela pintura académica, que praticou como discípulo de Cormon", aproximando-se por vezes de um "simbolismo temático e pictural vindo de Ingres a Gustave Moreau"; a esta situação estilística pertencem pinturas como Ondinas (1908) e Caçador de águias (1905), pertencentes à coleção do Museu do Chiado, duas pinturas com um teor simbolista – literário e plástico –, raro em Portugal. Irá depois renovar a sua pintura através de uma aproximação ao impressionismo, que então se encontrava em fase acelerada de internacionalização, trabalhando em estudos de pequeno formato a partir do motivo, "impressões urbanas, elegantes e sensíveis tomadas nos jardins de Paris ou em Itália".
A participação na 1ª Guerra Mundial como oficial encarregado de pintar os seus temas irá determinar a fase seguinte. Sousa Lopes realiza uma série genericamente intitulada Portugal na Grande Guerra, em que ilustra de forma expressiva uma multiplicidade de cenas como, por exemplo, 9 de Abril, O Capitão Beleza dos Santos atravessa uma densíssima barragem de artilharia e consegue salvar a sua bateria de 75. Segundo Raquel Henriques da Silva, trata-se de "um conjunto raro de águas fortes que, além de valor testemunhal, manifesta, nos melhores casos, a emergência de uma poética expressionista, justificada pelo confronto com tão dura realidade".
Durante a década de 1920 realiza pinturas "em que a explosão do colorido tem um sentido novo na pintura portuguesa. São pescadores […] e outras marinhas expostas em 1927, tal como o retrato de «Madame Sousa Lopes» […], um dos melhores retratos da pintura nacional dos Anos 20".
Na sua produção final, irá abandonar os derradeiros sinais de modernidade, regressando a temáticas históricas e a um idioma mais convencional ao assumir o seu derradeiro projeto, "o programa decorativo para a Assembleia Nacional".

## Algumas obras

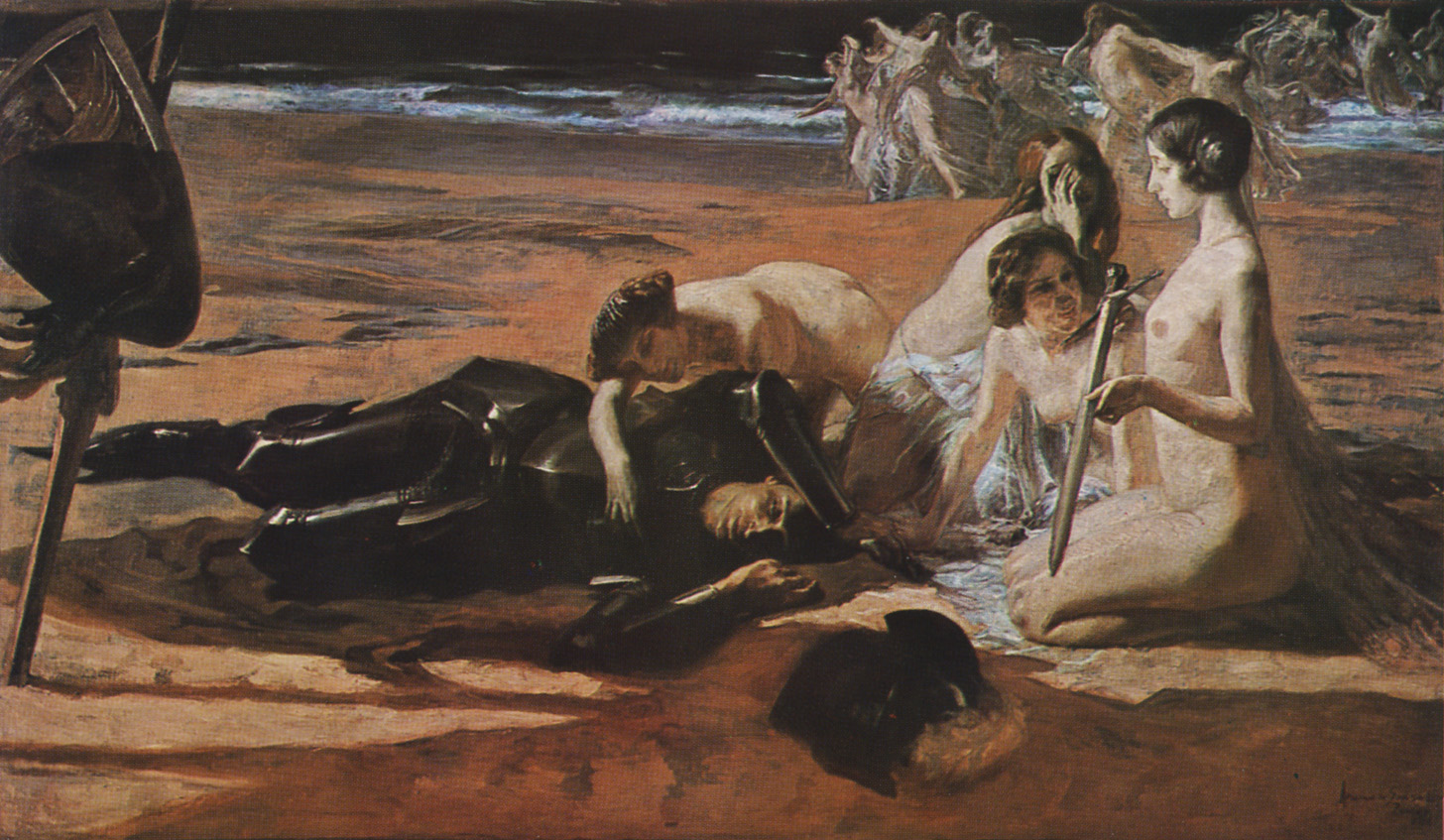
Ondinas, 1908, óleo sobre tela, 162 x 274 cm
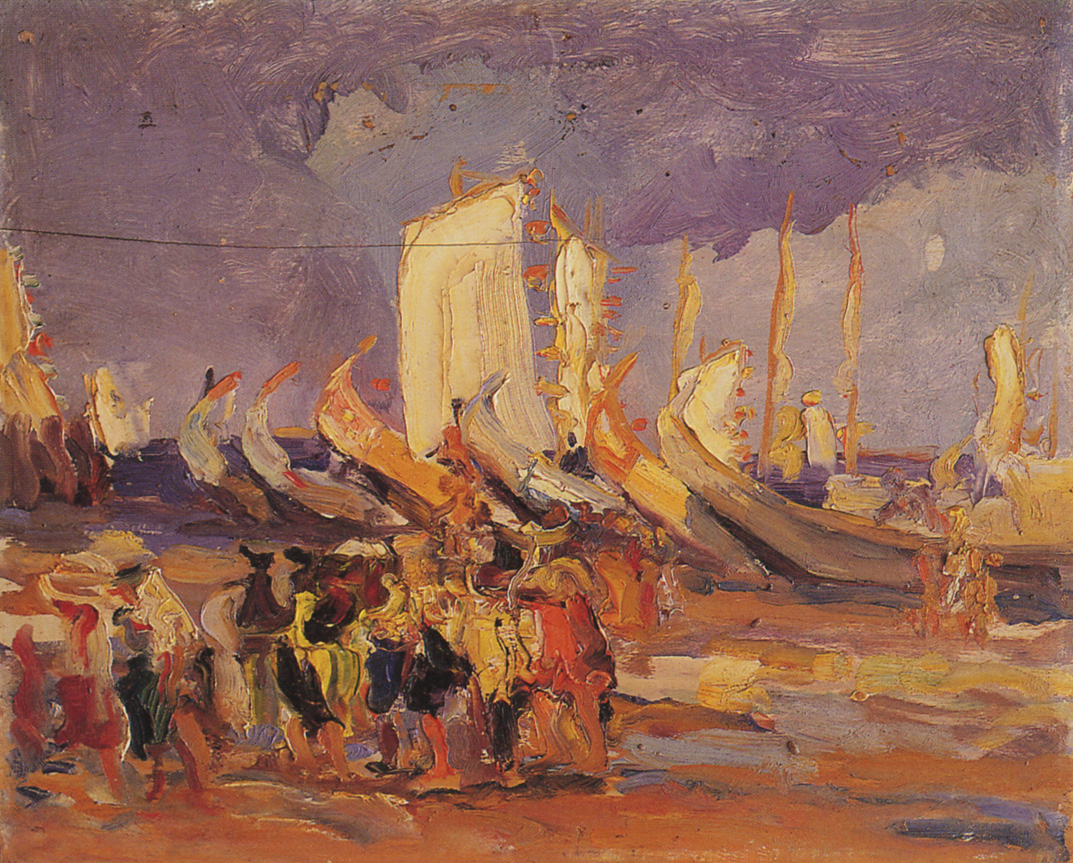
Velas na luz, c. 1930, óleo sobre madeira, 33 x 41 cm
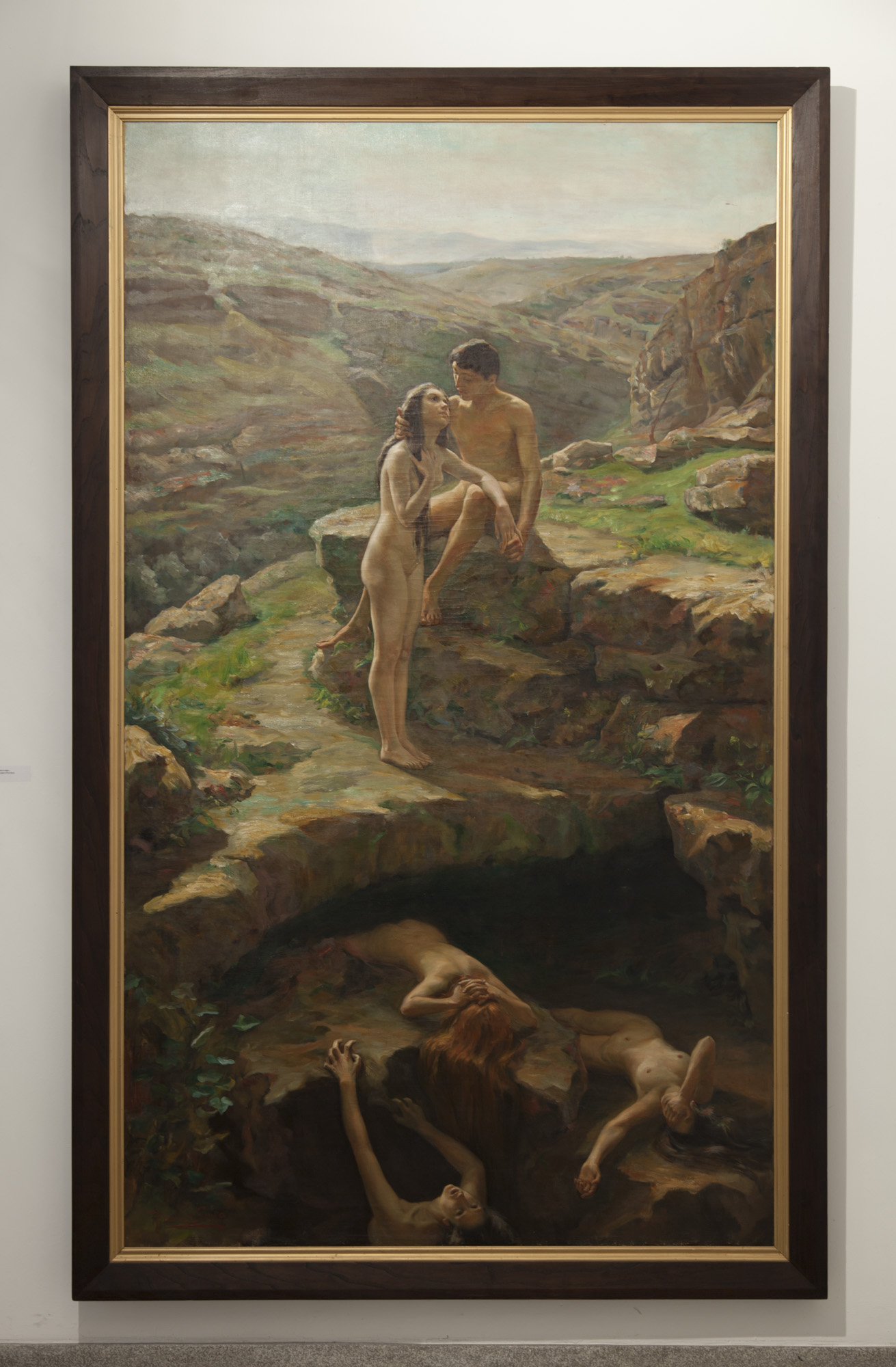
Engano de alma, ledo e cego, óleo sobre tela, 263 x 162 cm; Museu da Sociedade Martins Sarmento, Guimarães.
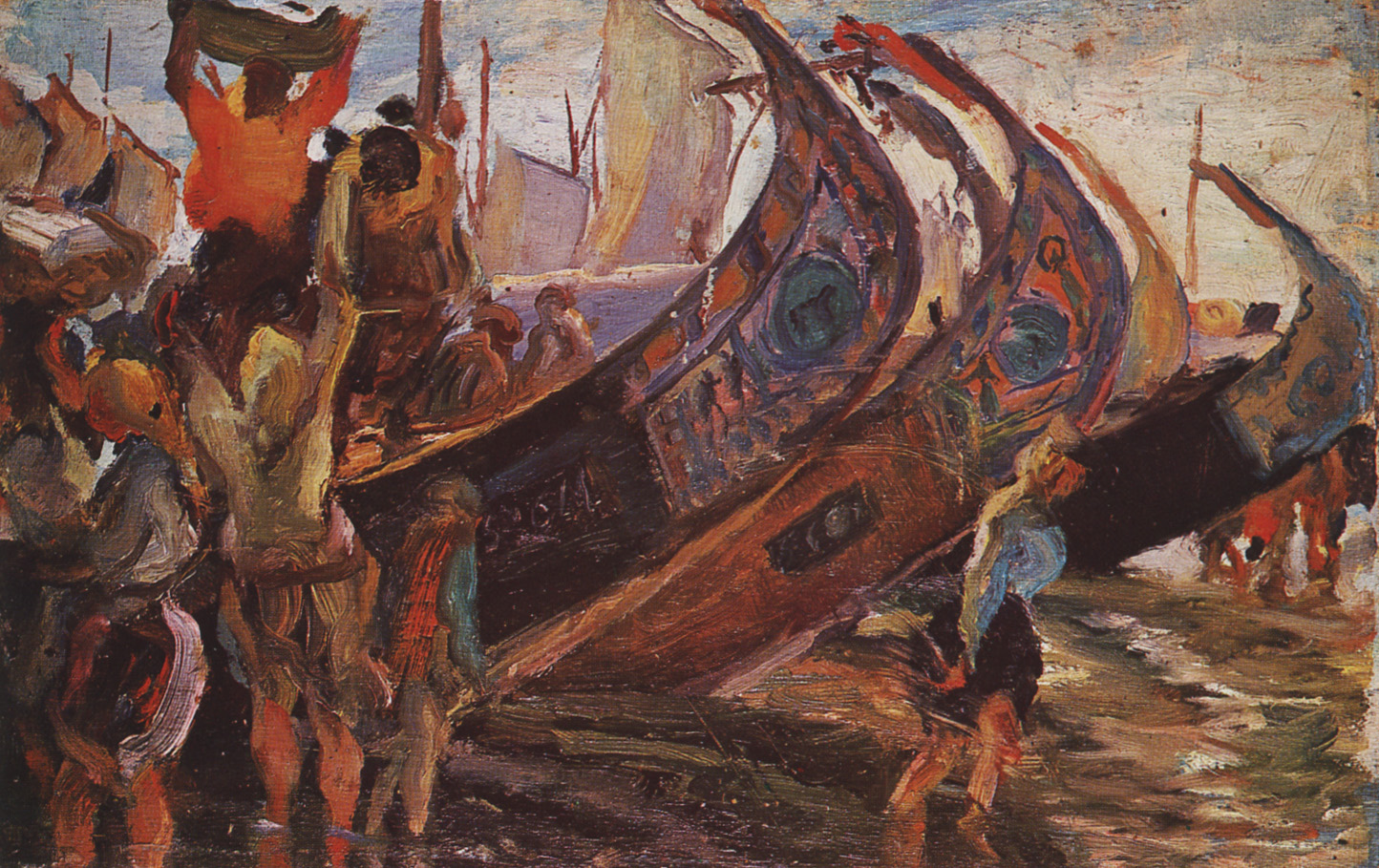
Descarga do barco, óleo sobre madeira, 22 x 35 cm

### Portugal na Grande Guerra, c. 1918

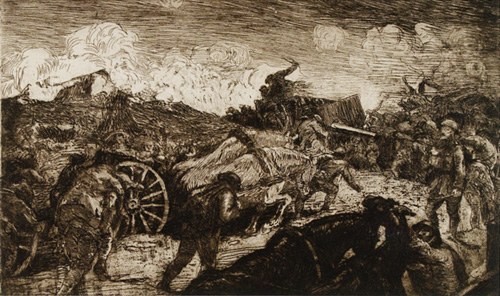
9 de Abril, o Capitão Beleza dos Santos atravessa uma densíssima baragem de artilharia e consegue salvar a sua bateria de 75, água forte, 40,5 x 63,5 cm
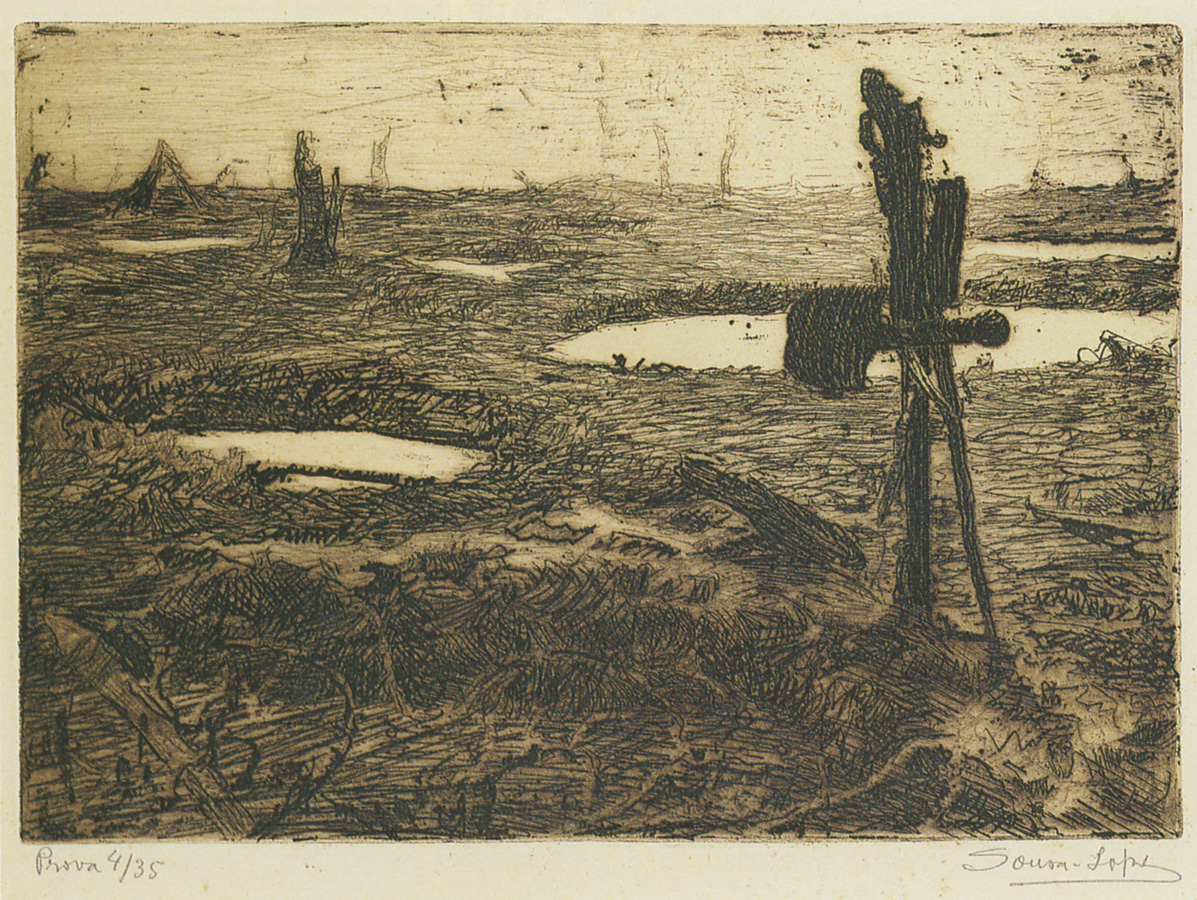
Portugal na Grande Guerra, uma encruzilhada perigosa, c. 1918, água forte, 212 x 298 mm
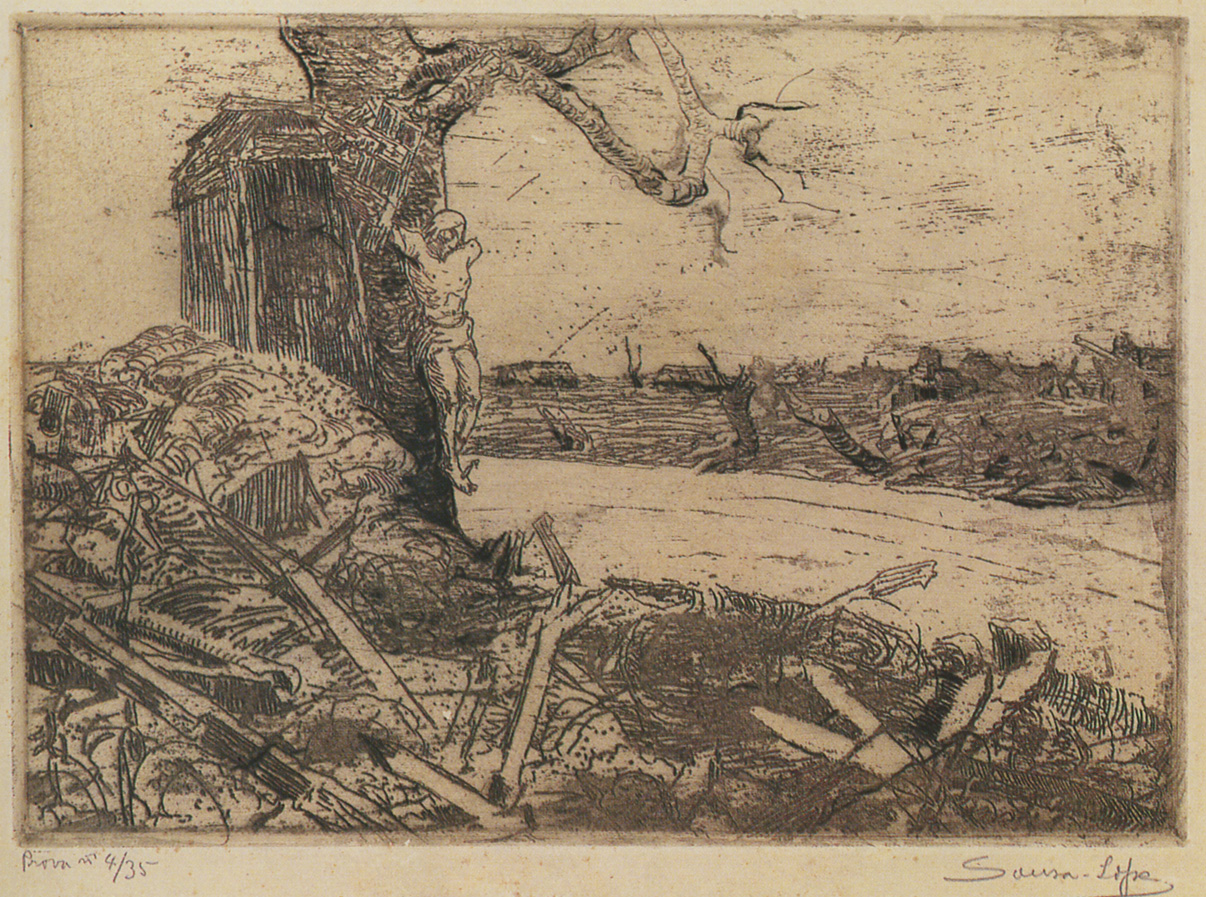
Portugal na Grande Guerra, uma sepultura portuguesa na terra de ninguém, c. 1918, água forte, 210 x 292 mm

## Prémios
- Prémio Anunciação 1900[8]